# Glow in the Dark Tour

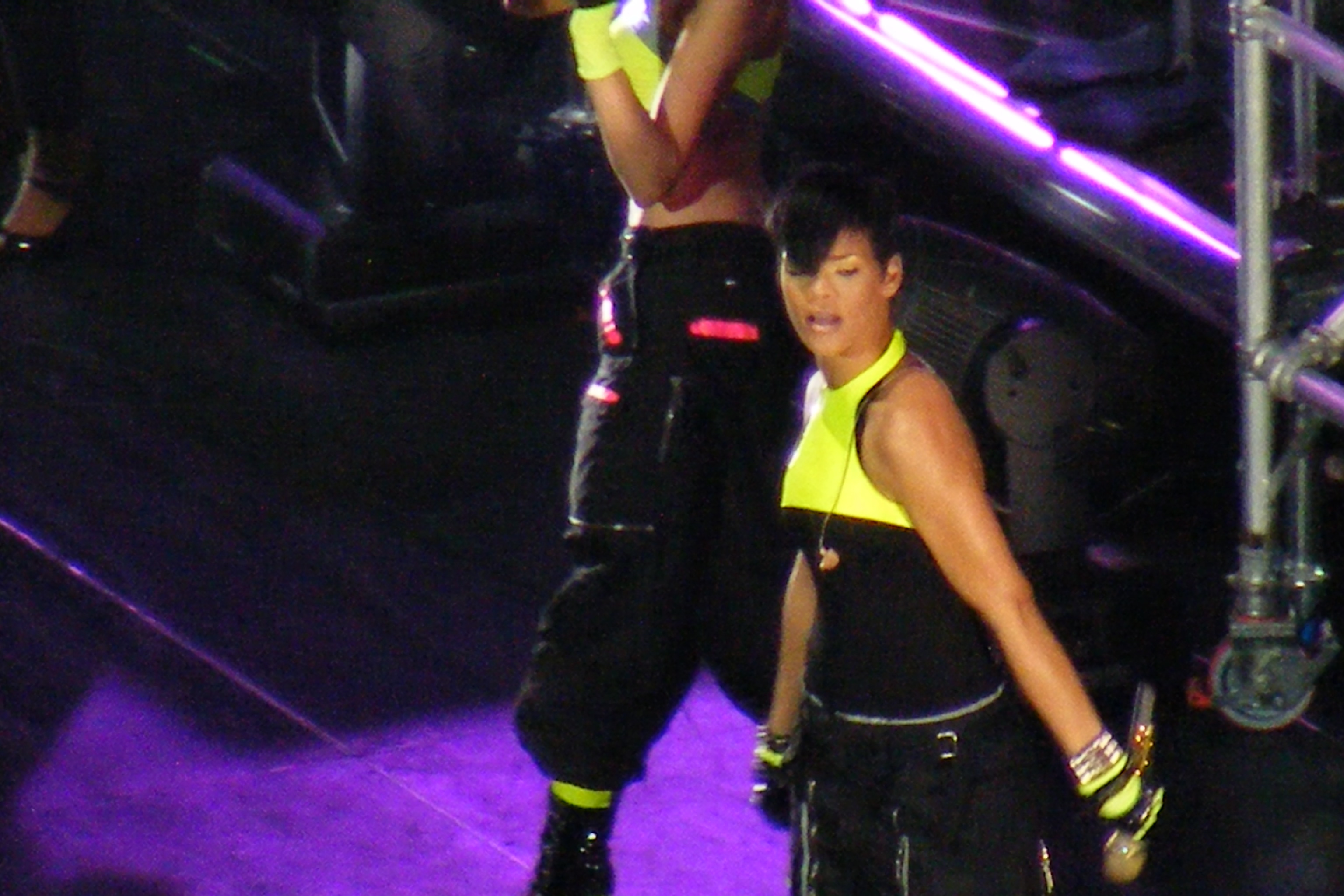
una foto de Rihanna en el escenario

Glow in the Dark Tour es una gira de conciertos por parte del rapero estadounidense Kanye West con participación de Rihanna, Lupe Fiasco, N.E.R.D, y Nas. Este empezó el 16 de abril de 2008 en Seattle y se extendió a través de Latinoamérica, Asia, Europa, Nueva Zelanda y Australia hasta principios de diciembre.

## Fechas de la gira
| Fecha                   | Ciudad              | País            | Lugar                                    | Notas             |
| Norteamérica            | Norteamérica        | Norteamérica    | Norteamérica                             | Norteamérica      |
| ----------------------- | ------------------- | --------------- | ---------------------------------------- | ----------------- |
| 16 de abril de 2008     | Seattle             | Estados Unidos  | KeyArena                                 |                   |
| 18 de abril de 2008     | Sacramento          | Estados Unidos  | ARCO Arena                               |                   |
| 19 de abril de 2008     | San José            | Estados Unidos  | HP Pavilion at San Jose                  |                   |
| 20 de abril de 2008     | San Diego           | Estados Unidos  | San Diego Sports Arena                   |                   |
| 21 de abril de 2008     | Los Ángeles         | Estados Unidos  | Staples Center                           |                   |
| 22 de abril de 2008     | Los Ángeles         | Estados Unidos  | Staples Center                           |                   |
| 24 de abril de 2008     | Tucson              | Estados Unidos  | McKale Center                            |                   |
| 25 de abril de 2008     | Summerlin           | Estados Unidos  | Red Rock Casino                          |                   |
| 26 de abril de 2008     | Albuquerque         | Estados Unidos  | Journal Pavilion                         |                   |
| 27 de abril de 2008     | Denver              | Estados Unidos  | Pepsi Center                             |                   |
| 29 de abril de 2008     | Oklahoma City       | Estados Unidos  | Ford Center                              |                   |
| 30 de abril de 2008     | Austin              | Estados Unidos  | Frank Erwin Center                       |                   |
| 1 de mayo de 2008       | Dallas              | Estados Unidos  | SuperPages.com Center                    |                   |
| 2 de mayo de 2008       | The Woodlands       | Estados Unidos  | Cynthia Woods Mitchell Pavilion          |                   |
| 4 de mayo de 2008       | Duluth              | Estados Unidos  | Gwinnett Arena                           |                   |
| 5 de mayo de 2008       | Tampa               | Estados Unidos  | Ford Amphitheatre                        |                   |
| 6 de mayo de 2008       | Miami               | Estados Unidos  | American Airlines Arena                  |                   |
| 8 de mayo de 2008       | Charlotte           | Estados Unidos  | Time Warner Cable Arena                  |                   |
| 9 de mayo de 2008       | Raleigh             | Estados Unidos  | Time Warner Cable Music Pavilion         |                   |
| 10 de mayo de 2008      | Bristow             | Estados Unidos  | Nissan Pavilion                          |                   |
| 11 de mayo de 2008      | Virginia Beach      | Estados Unidos  | Verizon Wireless Amphitheatre            |                   |
| 13 de mayo de 2008      | Nueva York          | Estados Unidos  | Madison Square Garden                    |                   |
| 15 de mayo de 2008      | Mansfield           | Estados Unidos  | Tweeter Center                           |                   |
| 16 de mayo de 2008      | Hartford            | Estados Unidos  | New England Dodge Music Center           |                   |
| 17 de mayo de 2008      | Camden              | Estados Unidos  | Susquehanna Bank Center                  |                   |
| 18 de mayo de 2008      | Scranton            | Estados Unidos  | Toyota Pavilion at Montage Mountain      |                   |
| 20 de mayo de 2008      | Montreal            | Canadá          | Bell Centre                              |                   |
| 21 de mayo de 2008      | Toronto             | Canadá          | Molson Amphitheatre                      |                   |
| 22 de mayo de 2008      | Auburn Hills        | Estados Unidos  | The Palace of Auburn Hills               |                   |
| 23 de mayo de 2008      | Chicago             | Estados Unidos  | United Center                            |                   |
| 24 de mayo de 2008      | Chicago             | Estados Unidos  | United Center                            |                   |
| 25 de mayo de 2008      | Fargo               | Estados Unidos  | Fargodome                                |                   |
| 26 de mayo de 2008      | Winnipeg            | Canadá          | MTS Centre                               |                   |
| 27 de mayo de 2008      | Saskatoon           | Canadá          | Credit Union Centre                      |                   |
| 29 de mayo de 2008      | Edmonton            | Canadá          | Rexall Place                             |                   |
| 30 de mayo de 2008      | Calgary             | Canadá          | Pengrowth Saddledome                     |                   |
| 1 de junio de 2008      | East Rutherford     | Estados Unidos  | Giants Stadium                           |                   |
| 2 de junio de 2008      | Vancouver           | Canadá          | General Motors Place                     |                   |
| 3 de junio de 2008      | Portland            | Estados Unidos  | Rose Garden                              |                   |
| 5 de junio de 2008      | Reno                | Estados Unidos  | Reno Events Center                       |                   |
| 6 de junio de 2008      | San José            | Estados Unidos  | HP Pavilion at San Jose                  |                   |
| 7 de junio de 2008      | Los Ángeles         | Estados Unidos  | Staples Center                           |                   |
| 8 de junio de 2008      | Glendale            | Estados Unidos  | Jobing.com Arena                         |                   |
| 9 de junio de 2008      | West Valley City    | Estados Unidos  | The E Center                             |                   |
| 11 de junio de 2008     | Mineápolis          | Estados Unidos  | Target Center                            |                   |
| 12 de junio de 2008     | Moline              | Estados Unidos  | IWireless Center                         |                   |
| 14 de junio de 2008     | Manchester          | Estados Unidos  | Bonnaroo Music Festival                  |                   |
| 25 de julio de 2008     | Stratford-upon-Avon | Reino Unido     |                                          |                   |
| 1 de agosto de 2008     | Cincinnati          | Estados Unidos  | U.S. Bank Arena                          |                   |
| 2 de agosto de 2008     | Chicago             | Estados Unidos  | Grant Park                               |                   |
| 3 de agosto de 2008     | Chicago             | Estados Unidos  | Grant Park                               |                   |
| 5 de agosto de 2008     | Nueva York          | Estados Unidos  | Madison Square Garden                    |                   |
| 6 de agosto de 2008     | Nueva York          | Estados Unidos  | Madison Square Garden                    |                   |
| 7 de agosto de 2008     | Mashantucket        | Estados Unidos  | MGM Grand at Foxwoods                    |                   |
| 17 de octubre de 2008   | Ciudad de México    | México          | Palacio de los Deportes                  |                   |
| 18 de octubre de 2008   | Monterrey           | México          | Monterrey Arena                          |                   |
| Sudamérica              |                     |                 |                                          |                   |
| 22 de octubre de 2008   | São Paulo           | Brasil          | Ibirapuera Arena                         |                   |
| 24 de octubre de 2008   | Río de Janeiro      | Brasil          | Marina da Glória                         |                   |
| Asia                    |                     |                 |                                          |                   |
| 29 de octubre de 2008   | Singapur            | Singapur        | Singapore Indoor Stadium                 |                   |
| 1 de noviembre de 2008  | Beijing             | China           | Beijing Wukesong Culture & Sports Center |                   |
| 3 de noviembre de 2008  | Shanghái            | China           | Hongkou Football Stadium                 |                   |
| Europa                  |                     |                 |                                          |                   |
| 8 de noviembre de 2008  | Belfast             | Reino Unido     | Odyssey Arena                            |                   |
| 9 de noviembre de 2008  | Dublín              | Irlanda         | RDS Simmonscourt                         |                   |
| 11 de noviembre de 2008 | Londres             | Reino Unido     | The O2 Arena                             |                   |
| 12 de noviembre de 2008 | Londres             | Reino Unido     | The O2 Arena                             |                   |
| 13 de noviembre de 2008 | Newcastle           | Reino Unido     | Metro Radio Arena                        |                   |
| 14 de noviembre de 2008 | Sheffield           | Reino Unido     | Sheffield Arena                          |                   |
| 15 de noviembre de 2008 | Birmingham          | Reino Unido     | LG Arena                                 |                   |
| 16 de noviembre de 2008 | Glasgow             | Reino Unido     | SECC                                     |                   |
| 17 de noviembre de 2008 | Mánchester          | Reino Unido     | MEN Arena                                |                   |
| 19 de noviembre de 2008 | Oberhausen          | Alemania        | Arena Oberhausen                         |                   |
| 20 de noviembre de 2008 | París               | Francia         | Bercy Arena                              |                   |
| 21 de noviembre de 2008 | Bruselas            | Bélgica         | Forest National                          |                   |
| 24 de noviembre de 2008 | Praga               | República Checa | O2 Arena                                 | Cancelado         |
| 26 de noviembre de 2008 | Róterdam            | Países Bajos    | Ahoy Rotterdam                           |                   |
| 28 de noviembre de 2008 | Hamburgo            | Alemania        | Color Line Arena                         |                   |
| 29 de noviembre de 2008 | Viena               | Austria         | Prater Dome                              | Concierto privado |
| Australia               |                     |                 |                                          |                   |
| 1 de diciembre de 2008  | Auckland            | Nueva Zelanda   | Vector Arena                             |                   |
| 2 de diciembre de 2008  | Wellington          | Nueva Zelanda   | TSB Bank Arena                           |                   |
| 5 de diciembre de 2008  | Melbourne           | Australia       | Rod Laver Arena                          |                   |
| 6 de diciembre de 2008  | Sídney              | Australia       | Acer Arena                               |                   |
| 7 de diciembre de 2008  | Brisbane            | Australia       | Brisbane Entertainment Centre            |                   |